# Ridgeway (Wisconsin)
Ridgeway è un comune degli Stati Uniti d'America, situato in Wisconsin, nella contea di Iowa.